# Gidófalvy Géza
Gidófalvi Gidófalvy Géza (Oláhkarácsonyfalva, 1840. május 22. – Gyulafehérvár, 1916. augusztus 3.) a nagyszebeni magyar királyi állami főgimnázium nyugalmazott tanára, az Országos Magyar Gyorsíró Egyesület tiszteletbeli tagja, volt erdélyi római katolikus státusgyűlési tag; gyorsíró, újságíró, gimnáziumi tanár, lapszerkesztő; az udvari kancellária hivatalnoka, a modern magyar grafikai gyorsírás úttörője.

## Életpályája
A bécsi műegyetemen és tudományegyetemen folytatta tanulmányait. Markovits Ivánnal – aki Gabelsberger német rendszerének bécsi egyetemi előadója és a Reichsrat gyorsírója volt – megalapította a Bécsi Magyar Gyorsíró Egyletet. 1866-ban Bécsben Gyorsírászati Közlöny címmel lapot szerkesztett, amely később Gyorsírászati Lapok elnevezéssel évtizedeken át a Budapesti Magyar Gyorsíró Egyesület hivatalos orgánuma volt. 1867-től a nagyszebeni főgimnázium oktatója volt.